# بيتر غاردنر
بيتر غاردنر (بالإنجليزية: Angus Gardner)‏ هو حكم اتحاد الرغبي ‏ أسترالي، ولد في 24 أغسطس 1984 في سيدني في أستراليا.